# آراوری
آراوری (به اسپانیایی: Araure) یک شهر در ونزوئلا است که در ایالت پورتوگسا واقع شده‌است. آراوری ۱۴۴٫۱۶۶ کیلومتر مربع مساحت و ۱۱٬۹۰۸ نفر جمعیت دارد و ۱۹۸ متر بالاتر از سطح دریا واقع شده‌است.